# Leptosiaphos kilimensis
Espèce
Synonymes
- Lygosoma kilimensis Stejneger, 1891
- Lygosoma thomasi Tornier, 1903
- Panaspis thomasi (Tornier, 1903)
- Lygosoma kutensis Lönnberg, 1911

Leptosiaphos kilimensis est une espèce de sauriens de la famille des Scincidae.

## Répartition
Cette espèce se rencontre au Kenya et en Tanzanie.

## Étymologie
Son nom d'espèce, composé de kilim et du suffixe latin -ensis, « qui vit dans, qui habite », lui a été donné en référence au lieu de sa découverte : le Kilimandjaro.

## Publication originale
- Stejneger, 1891 : Description of a new scincoid lizard from East Africa. Proceedings of the United States National Museum, vol. 14, p. 405-406 (texte intégral).